# Croy, Vaud
Croy är en ort och kommun i distriktet Jura-Nord vaudois i kantonen Vaud, Schweiz. Kommunen har 397 invånare (2023).